# 彼得·纽马克
彼得·纽马克（英語：Peter Newmark，1916年4月12日—2011年7月9日），薩里大學英语翻译教授，20世纪英语世界翻譯研究的奠基人之一。

## 生平
1916年4月12日，纽马克出生于奥匈帝国（现捷克）布尔诺。他是20世纪英语世界翻譯研究的奠基人之一，在西班牙语世界也很有影响力。
纽马克的作品通俗易懂，偶尔会引起争论，得到了广泛阅读。代表作包括：《翻译教程》（A Textbook of Translation，1988年）、《浅论翻译》（Paragraphs on Translation，1989年）、《关于翻译》（About Translation，1991年）和《再论翻译》（More Paragraphs on Translation，1998年）等。
纽马克参与了萨里大学翻译研究中心的成立和建设。纽马克是《专业翻译杂志》编委会主席，还为《语言学家》撰写了《立即翻译》（Translation Now）双月刊，他也是语言家学会的编委会成员
。
2011年7月9日，纽马克去世，享年95岁。